# كيفن بورتر (لاعب هوكي الجليد)
كيفن بورتر (بالإنجليزية: Kevin Porter)‏ هو لاعب هوكي الجليد أمريكي، ولد في 12 مارس 1986 في ديترويت في الولايات المتحدة.

## وصلات خارجية
- كيفن بورتر على موقع دوري الهوكي الوطني (الإنجليزية)
- كيفن بورتر على موقع EliteProspects.com (الإنجليزية)
- كيفن بورتر على موقع Eurohockey.com (الإنجليزية)
- كيفن بورتر على موقع HockeyDB.com (الإنجليزية)
- كيفن بورتر على موقع Hockey-Reference.com (الإنجليزية)